# Greatest Hits (The Smashing Pumpkins)
Greatest Hits, chiamato anche Rotten Apples, è un album di singoli dei The Smashing Pumpkins pubblicato nel 2001 dopo la divisione della band. La raccolta è accompagnata nella versione speciale da un secondo cd chiamato Judas O contenente diversi B-side e adattamenti di canzoni pubblicate in precedenti lavori.

## Il disco
L'album ha raggiunto il 31º posto nella classifica Billboard 200 negli Stati Uniti e il 28º posto nella UK Albums Chart nel Regno Unito nel 2001.
Judas O è un CD di B-side e rarità del gruppo, pubblicato come materiale bonus allegato a Rotten Apples. Le canzoni contenute sono principalmente del periodo inerente agli album Mellon Collie and the Infinite Sadness, Adore, e Machina/The Machines of God, e viene considerato come una controparte di Pisces Iscariot, raccolta di B-side precedente. All'interno è possibile comunque trovare anche tracce già presenti in Machina II/The Friends and Enemies of Modern Music, come Slow Dawn.

## Tracce
Tutti i brani sono di Billy Corgan, tranne dove diversamente specificato.

### Rotten Apples
1. Siva – 4:21
2. Rhinoceros – 5:53
3. Drown – 4:30
4. Cherub Rock – 4:59
5. Today – 3:22
6. Disarm – 3:18
7. Bullet With Butterfly Wings – 4:17
8. 1979 – 4:23
9. Zero – 2:41
10. Tonight, Tonight – 4:15
11. Eye – 4:54
12. Ava Adore – 4:21
13. Perfect – 3:22
14. The Everlasting Gaze – 4:02
15. Stand Inside Your Love – 4:13
16. Try, Try, Try – 5:09
17. Real Love – 4:10
18. Untitled – 3:51

### Judas O
1. Lucky 13 (dalle sessioni di registrazione di Machina) – 3:09
2. Aeroplane Flies High (dalle sessioni di registrazione di Mellon Collie and the Infinite Sadness) – 7:53
3. Because You Are (Adore) – 3:46
4. Slow Dawn (Machina) – 3:12
5. Believe (MCIS) – 3:12
6. My Mistake (Adore) – 4:00
7. Marquis in Spades (MCIS) – 3:12
8. Here's to the Atom Bomb (Machina) – 4:26
9. Sparrow (Adore demo) – 2:56
10. Waiting (Adore) – 3:48
11. Saturnine (Adore) – 3:49
12. Rock On (David Essex cover) – 6:06
13. Set the Ray to Jerry (MCIS) – 4:09
14. Winterlong (Machina demo) – 4:59
15. Soot and Stars (Machina demo) – 6:39
16. Blissed and Gone (Adore) – 4:46

## Formazione
Hanno partecipato alle registrazioni:
The Smashing Pumpkins
- Billy Corgan – voce, chitarra, tastiere
- James Iha – chitarra (eccetto in Blissed and Gone)
- D'arcy Wretzky – basso (eccetto in Rock On)
- Jimmy Chamberlin – batteria (eccetto in Ava Adore, My Mistake, Perfect e Because You Are)

Altri musicisti
- Matt Walker – batteria in Ava Adore e My Mistake
- Joey Waronker – batteria in Perfect
- Matt Cameron – batteria in Because You Are
- Melissa Auf der Maur – basso in Rock On
- Rick Nielsen – chitarra in Blissed and Gone
- Bon Harris – programmazione

Produzione
- Billy Corgan – produzione
- James Iha – produzione traccia 2-5
- Butch Vig – produzione
- Flood – produzione, missaggio
- Brad Wood – produzione, ingegneria del suono
- Alan Moulder – produzione, missaggio
- Howard Willing – produzione traccia 2-12
- Björn Thorsrud – produzione traccia 2-12
- Howie Weinberg – mastering

## Classifiche
| Classifica (2001) | Posizione massima |
| ----------------- | ----------------- |
| Australia         | 4                 |
| Austria           | 22                |
| Belgio (Fiandre)  | 15                |
| Belgio (Vallonia) | 37                |
| Canada            | 5                 |
| Finlandia         | 25                |
| Germania          | 28                |
| Italia            | 15                |
| Norvegia          | 11                |
| Nuova Zelanda     | 5                 |
| Regno Unito       | 28                |
| Stati Uniti       | 31                |
| Svezia            | 31                |
| Svizzera          | 40                |